# Yassine Abdellaoui
Pour les articles homonymes, voir Abdellaoui.
Yassine Abdellaoui, né le 21 juin 1975 à Bois-le-Duc (Pays-Bas), est un footballeur néerlando-marocain évoluant au poste de milieu de terrain.

## Biographie

### En club

#### Débuts et formation
Yassine naît à Bois-le-Duc aux Pays-Bas dans une famille marocaine. A son plus jeune âge, il est inscrit par son père dans le club amateur du OJC Rosmalen. Il commence sa carrière professionnelle le 16 août 1992 au sein du club du Willem II Tilburg dans un match de championnat face au FC Groningue. Lors de ce match, il cède sa place à la 64ème minute à Ken Watanabe. 

#### NAC Breda
Après avoir passé deux saisons dans le club du Willem II dans lesquels il aura joué 47 matchs pour 3 buts, il est transféré au NAC Breda, club dans lequel il réalisera ses meilleures performances, marquant 12 buts en 68 matchs. Dans le club du NAC Breda, il est victime de propos raciste le 27 août 1995 dans un match de championnat face au PSV Eindhoven. Jan Wouters aurait insulté le jeune néerlando-marocain de Kutmarokkaan, rot op naar je eigen land (sale Marocain, retourne dans ton pays). Ce dernier répond violemment en venant aux mains en plein match. L'altercation prendra énormément d'ampleur dans le football néerlandais dans l'année 1995. Après plusieurs jours, Jan Wouters finira par s'excuser auprès du joueur, son club ainsi que l'ensemble du monde du football.

#### Courte aventure en Espagne
Après avoir fait bonne impression en Eredivisie, le joueur quitte pour la première fois le championnat néerlandais pour s'installer en Espagne, signant un contrat de 3 ans au sein du club du Rayo Vallecano en Liga. Difficile de s'intégrer dans un nouvel environnement, il réclame très vite son départ pour retourner aux Pays-Bas. Abdellaoui aura joué seulement 31 matchs sans pour autant marquer de buts.  

#### Retour en Eredivisie
En 1998, il signe un contrat aux Pays-Bas au NEC Nimègue et fait très vite son retour dans le championnat néerlandais. Il joue seulement 6 matchs avant d'entrer dans un conflit disciplinaire avec son entraîneur. Le joueur sera exclu du club. 

#### Renaissance au Willem II
Dans la même année en 1998, il retrouve son club formateur, intéressé d'enrôler son joueur. Abdellaoui signera un contrat de 4 ans et finira par s'engager à nouveau au Willem II Tilburg. Le joueur sera très vite perçu comme titulaire indiscutable et se verra évoluer 4 saisons sous le maillot du Willem, jouant un total de 94 matchs en marquant 12 buts. Âgé de 27 ans, le joueur souhaite passer un nouveau cap et demandera son départ en 2002.
Lors de la saison 1999-2000, il participe aux phases de groupe de la Ligue des champions et délivre une prestation étonnante lors du match face aux Girondins de Bordeaux. Il inscrira dans ce match un but de la tête à la 40ème minute.

#### Echec au NAC Breda
Il retourne en 2002 au NAC Breda, club dans lequel il s'est fait connaître dans le championnat néerlandais au début de sa carrière. En une saison complète, il entre 9 fois en jeu.

#### Fin de carrière à De Graafschap
En 2003, il déclare vouloir mettre un terme à sa carrière footballistique, ce qui choquera énormément beaucoup de médias de football aux Pays-Bas vu le jeune âge (28 ans) du joueur binational. Il joue seulement 7 matchs en faveur du De Graafschap avant de mettre entièrement un terme à sa carrière professionnelle. 

### En sélection

#### Entre le Maroc et les Pays-Bas
Ayant parcouru une carrière internationale avec les jeunes des Pays-Bas et du Maroc, le joueur est questionné en 2000 pour le choix de sélection avec laquelle il aimerait évoluer. Le joueur déclarera ouvertement : « J'aimerais évoluer avec l'équipe nationale du Maroc. Bien que je sois né et que j'ai grandi aux Pays-Bas, je reste un Marocain. Je ne jouerai jamais avec les Oranges. Un Marocain c'est pas très assorti dans le maillot des oranges. C'est pareille pour un Néerlandais qui ne passe pas dans un maillot des Verts (Maroc), ».
Le joueur finira sa carrière tout en recevant aucune convocation de la part de l'équipe marocaine de football ni des Pays-Bas A.

## Polémiques
En septembre 2003, il est arrêté par les Unités spéciales de la police néerlandaise et mis derrière les barreaux dans une affaire d'exportation de piles XTC et de blanchiment d'argent (2,3 millions d'euros). Il aurait régulièrement communiqué avec l'ancien footballeur Geoffrey Prommayons, emprisonné aux États-Unis pour trafic de piles XTC et assassinat. Il passe vingt jours en prison sans télé et sans contact avec les autres prisonniers. Plus tard, en octobre 2005, Ramphis R., d'origine curacienne, est également arrêté avant que Yassine Abdellaoui soit acquitté pour défauts de preuves.
En février 2019, il est victime d'une fusillade dans le quartier de IJburg à Amsterdam devant la maison de sa soeur, visé par des tirs d'individus masqués,,. Il survit à la fusillade en ayant reçu six balles dans la jambe gauche. La police estime qu'il s'agit d'une mauvaise cible. Les auteurs ne sont jamais retrouvés.

## Palmarès

### En club
- Willem II Tilburg
  - Eredivisie :
    - Vice-champion : 1999